# Knínice
Knínice är en ort i Tjeckien.   Den ligger i regionen Vysočina, i den centrala delen av landet, 140 km sydost om huvudstaden Prag. Knínice ligger 494 meter över havet och antalet invånare är 200.
Terrängen runt Knínice är huvudsakligen platt. Knínice ligger nere i en dal.Runt Knínice är det ganska glesbefolkat, med 25 invånare per kvadratkilometer. Närmaste större samhälle är Moravské Budějovice, 15,6 km öster om Knínice. Trakten runt Knínice består till största delen av jordbruksmark.